# Italo-dominicani

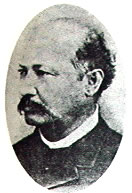
Francisco Gregorio Billini, Presidente della Repubblica dominicana nel 1884-1885, fu un italo-dominicano con nonni venuti da Ravenna.

Italo-dominicani sono i cittadini italiani abitanti nella Repubblica Dominicana e, genericamente, i discendenti della emigrazione dall'Italia in questa nazione caraibica fin dai secoli dell'Impero spagnolo.

## Vicende storiche
Furono pochissimi gli italiani che si trasferirono a vivere a "Santo Domingo" (come allora veniva chiamata la Repubblica Dominicana), nei primi secoli dopo la scoperta dell'America nel 1492. Praticamente pochi religiosi (insieme ad alcuni avventurieri e commercianti) hanno costituito il nucleo di questa migrazione molto piccola di italiani, fino a metà dell'Ottocento.
Gli anni turbolenti dell'indipendenza dominicana hanno avuto finanche un presidente dominicano i cui antenati provenivano da Ravenna: Francisco Gregorio Billini. Infatti Billini è stato presidente tra il 1884 e il 1885, e diede precocemente le sue dimissioni dopo essersi rifiutato di limitare la libertà di stampa.
Alla fine del XIX secolo l'industria dello zucchero ha prodotto molta ricchezza nell'isola caraibica ed ha attirato diverse centinaia di italiani che si radicarono soprattutto nella capitale Santo Domingo e nei suoi dintorni, come ad esempio La Romana. Molti sono diventati ricchi colle piantagioni, ma hanno dovuto affrontare le vessazioni ed angherie economiche da parte dell'oligarchia dominicana ai primi del Novecento.
Con il Paese dominicano in continua crisi politica, Italia, Francia, Germania ed i Paesi Bassi nel 1905 minacciarono di inviare navi da guerra a Santo Domingo allo scopo di esigere il pagamento di crediti ai loro cittadini. Anche per anticipare un possibile intervento militare di queste nazioni europee, il presidente statunitense Theodore Roosevelt introdusse in quell'anno il Corollario Roosevelt alla Dottrina Monroe, e successivamente i Marines occuparono la Repubblica Dominicana nel 1916. Tutto questo in pratica ha chiuso la piccola emigrazione che si era verificata dall'Italia.
Ma dopo la caduta del dittatore Trujillo nel 1961, nacque un'emigrazione particolare di "pensionati" Italiani, che -attualmente in numero di circa 15.000- sono venuti a vivere spesso nei mesi invernali nell'area di La Romana (soprattutto nel famoso villaggio turistico "Casa de Campo").
Infatti nel 2002 vi erano più di 3200 italiani ufficialmente residenti nella nazione caraibica, soprattutto a Boca Chica, Santiago de los Caballeros, La Romana e nella capitale Santo Domingo. 
Attualmente 120.000 turisti italiani visitano l'isola ogni anno e danno lavoro a molti dei quasi 9.000 italiani che vi lavorano stagionalmente durante l'inverno nella locale industria turistica.

## La Romana
La terza città per importanza economica della Repubblica Dominicana, La Romana, ha la caratteristica di avere la sua nascita e crescita legate all'emigrazione italiana in questa nazione caraibica.

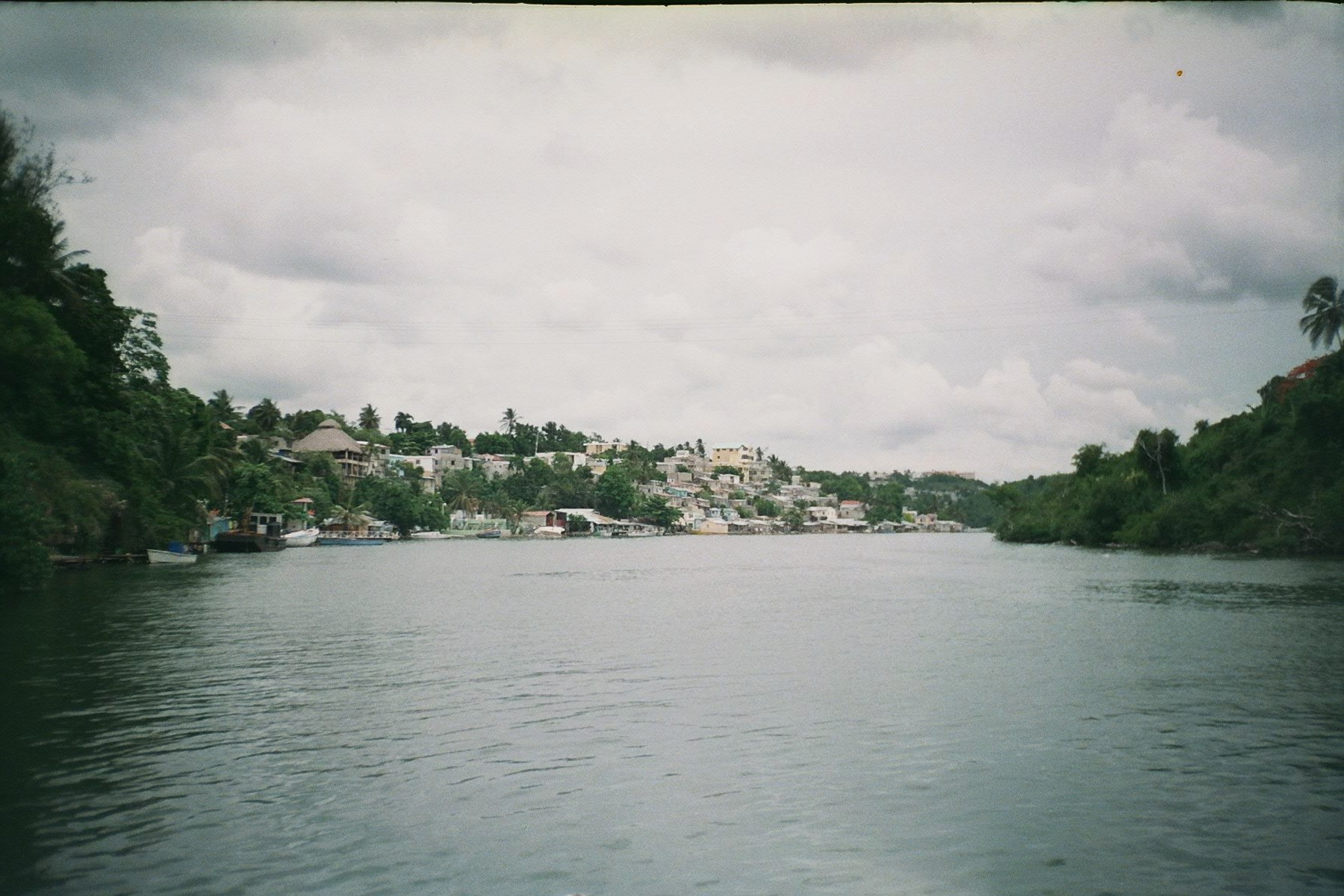
La Romana

Infatti la località La Romana prende nome da una pesa detta "la romana" e gestita da una famiglia romana, usata nel Cinquecento per valutare le merci importate ed esportate dall'isola di Hispaniola.
Da allora La Romana è stata un centro dell'esigua emigrazione di italiani nella Repubblica Dominicana. Questa emigrazione è divenuta consistente e si arricchì quando a fine Ottocento furono sviluppate piantagioni di zucchero nelle campagne intorno alla città.
La famiglia Vicini ne è stata la massima rappresentante, costruendovi una raffineria e mulini per la barbabietola da zucchero nel 1917, che favorirono l'esportazione.
Successivamente i Vicini (ed altri italo-dominicani come Francisco Michelli e Fabio Fiallo) hanno promosso la creazione del turismo nell'area (anche colla creazione del villaggio turistico di fama internazionale "Casa de Campo").

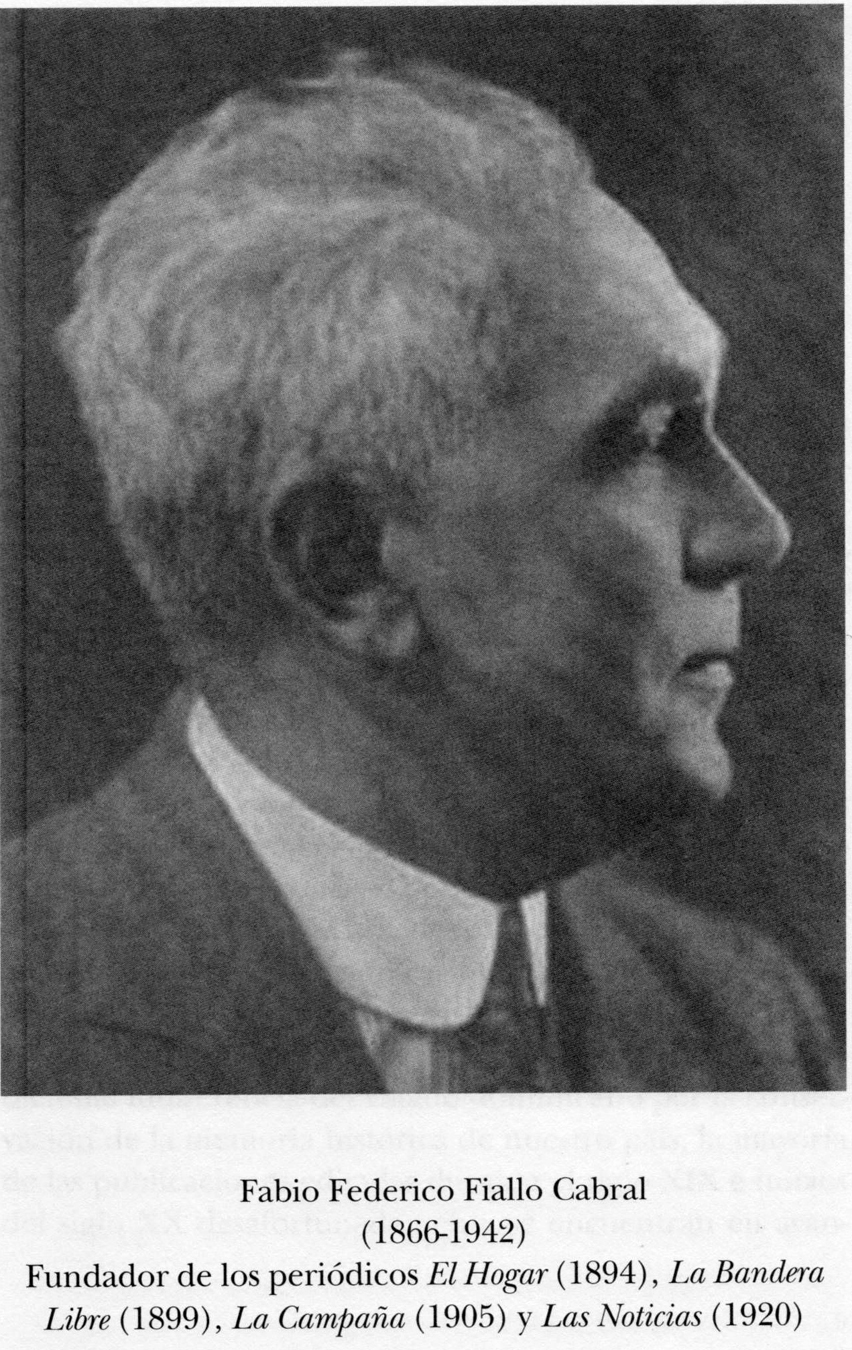